# Pilea tilarana
Pilea tilarana là loài thực vật có hoa trong họ Tầm ma. Loài này được W.C. Burger miêu tả khoa học đầu tiên năm 1975.